# Slag bij Cannae

Begin van de slag

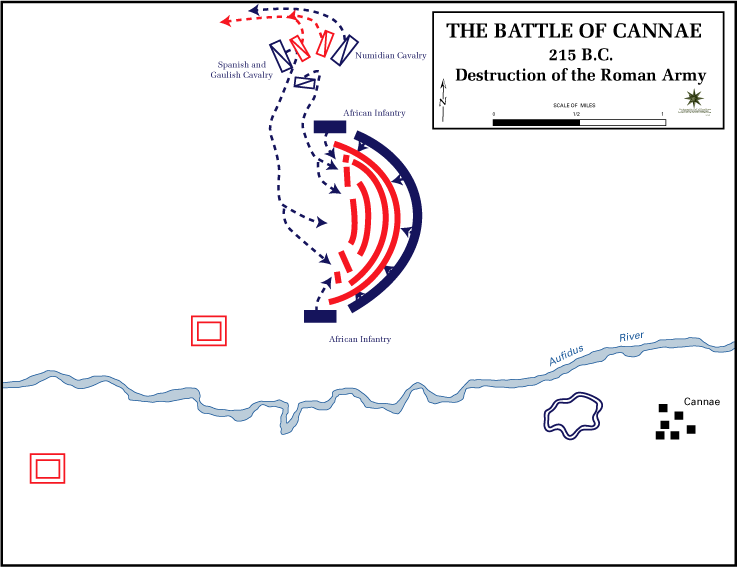
Tangbeweging van Hannibal

De Slag bij Cannae was een belangrijke veldslag tijdens de Tweede Punische Oorlog.
Nabij het Apulische dorp Cannae, aan de rivier Aufidus gelegen, bracht de Carthaagse veldheer Hannibal op 2 augustus 216 v.Chr. de Romeinse legioenen een verpletterende nederlaag toe. De oorzaak van de nederlaag was de strategische blunder van de Romeinse consul en bevelhebber Gaius Terentius Varro om een open veldslag tegen Hannibal te wagen.
Volgens de Romeinse geschiedschrijver Livius sneuvelden er 48.000 Romeinen bij Cannae, een slag die zo'n acht uur duurde. Dat komt neer op honderd doden per minuut. Van de enkele duizenden die het bloedbad overleefden werd het merendeel door Hannibal gevangengenomen.
De door Hannibal in praktijk gebrachte tangbeweging is klassiek geworden in de militaire strategie. Nog in 1906 publiceerde de Duitse strateeg Von Schlieffen onder de titel Cannae zijn visie op de manier waarop aartsvijand Frankrijk met een tangbeweging door België en Noord-Frankrijk verslagen moest worden.

## Voorspel
Na de vernietiging van een sterk Romeins leger in de Slag bij het Trasimeense Meer had de Romeinse veldheer Quintus Fabius Maximus Cunctator lange tijd een open veldslag met Hannibals leger ontweken, in de hoop de ver van eigen land opererende vijand langzaam uit te putten.
Hannibal had deze tactiek al snel door. Zijn reactie is een bewijs van zijn psychologisch inzicht en tevens zijn inzicht in de werking van het vijandelijke bestuur. Hij liet zijn troepen stelselmatig de streek plunderen. Iedere boerderij, ieder veld, iedere boom, alles werd verwoest, behalve de boerderijen die het bezit waren van Quintus Fabius Maximus Cunctator. Dit bracht de senaat ertoe hem te beschuldigen van samenzwering en een verdeling van de buit. Er werd een nieuw paar consuls aangesteld. Een van de nieuwe consuls, Gaius Terentius Varro, was een jonge, overmoedige generaal die ondanks twijfels van zijn medeconsul Lucius Aemilius Paulus besloot een frontale aanval uit te voeren. De Senaat gaf de twee consuls een nieuw leger met ongeziene omvang om Hannibal te verslaan. Polybios schrijft:

De senaat besliste om acht legioenen in te zetten, dit had Rome nooit eerder gedaan, elk legioen bestond naast bondgenoten uit vijfduizend man. ... Het grootste deel van de oorlogen werd beslist door één Consul met twee legioenen, met hun evenveel bondgenoten; en slechts één keer wenden zij alle vier voor één dienst aan. Maar bij deze gelegenheid, was het alarm en de verschrikking zo groot van wat zou gebeuren, dat zij dit oplosten door niet alleen vier maar acht legioenen in de strijd te gooien.
— Polybios, Historiai III 107.9, 14-15.

Deze acht legioenen vormden, samen met 2.400 Romeinse cavalerie, de kern van dit nieuwe enorme leger. Aangezien elk legioen vergezeld werd door even veel bondgenoten-troepen, en 4.000 bondgenoten-cavalerie, kan de totale sterkte van het Romeinse leger bij Cannae niet veel minder dan 90.000 geweest zijn.

## De slag
Terwijl de Romeinen, volgens de gangbare tactiek, in het centrum van het front hun beste infanterie in zeer diepe gelederen plaatsten (ze stelden hun troepen op in de zogenaamde "acies triplex", wat "drievoudige slaglinie" betekent), stelde Hannibal daartegenover slechts de relatief zwakke Iberische, Gallische en Keltische hulptroepen op, dit tegen alle militaire conventies in. Wel positioneerde hij zijn elitetroepen (de Libiërs en Carthagers en ook de Iberische veteranen van eerdere slagen) op strategische plaatsen, om te voorkomen dat het Romeinse leger door zijn linies zou kunnen breken.
Hoewel beide zijden beschikten over ongeveer 10.000 man cavalerie, bestond de cavalerie (vooral Numidische cavalerie) van Hannibal voor een groot deel uit Numidiërs, een geducht ruitervolk uit Noord-Afrika. De slag begon met het treffen van de cavalerie op beide flanken, waarbij de Romeinse cavalerie op de rechterflank al snel werd vernietigd en van het slagveld gedreven. De Carthaagse cavalerie viel toen de Romeinse cavalerie op de linkerflank aan, waar tot nog toe geen van beide partijen een duidelijk voordeel had weten te behalen. Doordat de Romeinse cavalerie nu ook in de rug werd aangevallen vluchtten ze massaal van het slagveld. Een deel van de Carthaagse cavalerie ging achter deze vluchtende troepen aan terwijl een ander deel zich achter de Romeinse linie opnieuw opstelde.
Ondertussen waren de twee slaglinies met elkaar in contact gekomen en terwijl het centrum van de linie van Hannibal terug werd gedrongen, werden de Romeinse flanken juist teruggedrongen, waardoor de Carthaagse linie de vorm van een halve maan kreeg. Het Romeinse leger was nu bijna helemaal omsingeld. Op dat moment voerde de zware Carthaagse cavalerie een charge in de rug van de Romeinen uit. De Romeinen waren nu compleet omsingeld en in de chaos die daardoor ontstond werden volgens Livius ongeveer 48.000 Romeinen gedood terwijl de Carthagers maar ongeveer 5000 slachtoffers hadden. Ook consul Lucius Aemilius Paulus verloor het leven.

## Gevolgen van de veldslag
Nooit heeft er, zonder dat de stad zelf bedreigd werd, zo'n schrik en verwarring binnen de Romeinse muren geheerst. Daarom zal ik mij ook maar gewonnen geven en er niet aan beginnen te vertellen wat ik juist door een uitvoerige beschrijving minder erg zou voorstellen dan de werkelijkheid... maar van een ramp met vele consequenties: het verlies van de beide consulaire legers tezamen met hun opperbevelhebbers; er stond geen Romeins leger meer in het veld, geen soldaat meer en geen officier; Apulia, Samnium en eigenlijk al bijna heel Italië bevonden zich in Hannibal's macht. Waarlijk, elk ander volk zou onder zo'n hagelslag van tegenspoed verpletterd zijn.
— Livius, Ab Urbe Condita XXII 54.

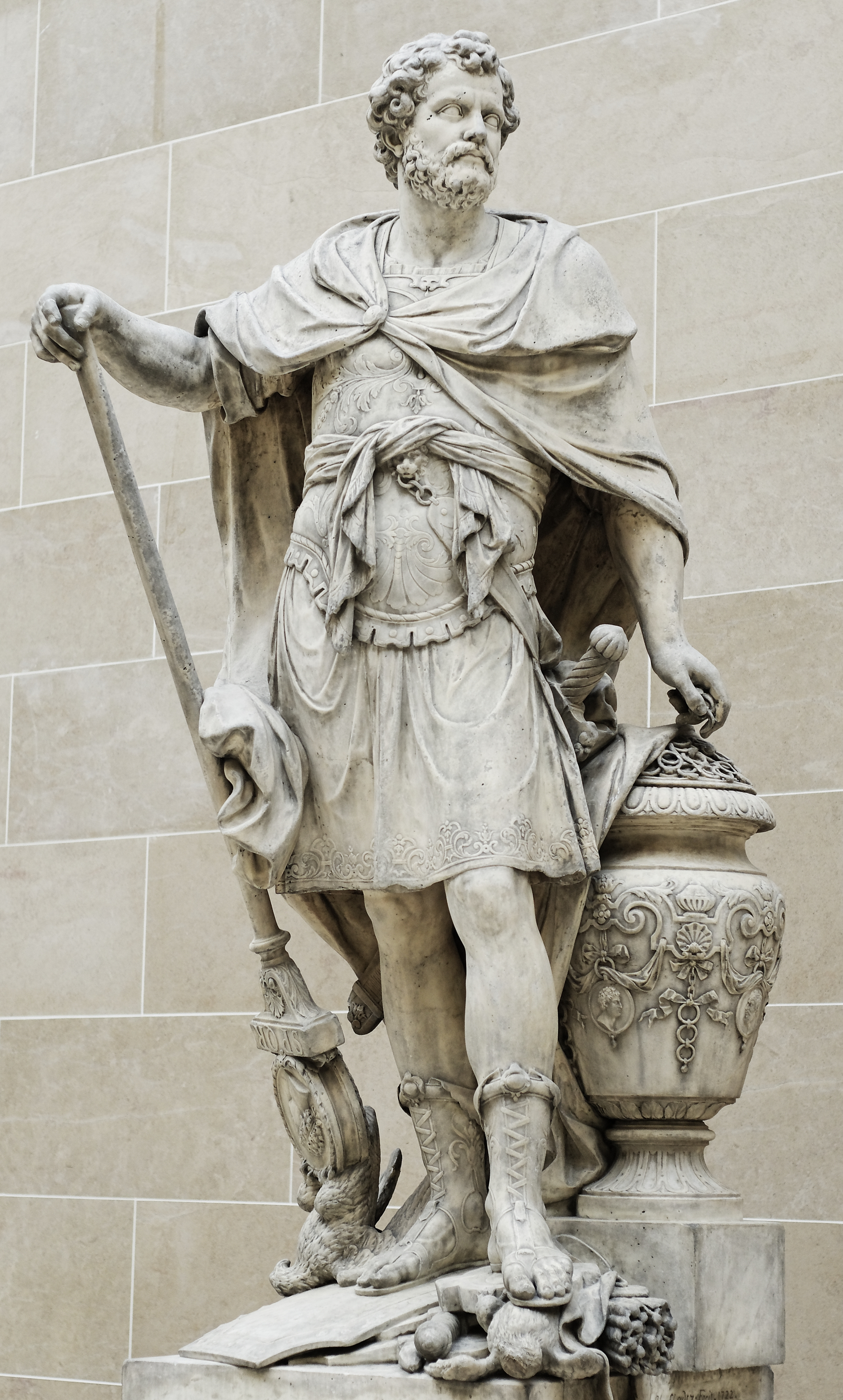
Hannibal telt de ringen van de Romeinse Equites die tijdens de slag gedood zijn; beeld van Sébastien Slodtz, 1704, Louvre

In Rome brak korte tijd grote paniek uit. Het was moeilijk te bepalen of Hannibal voldoende troepen had om Rome in te nemen. In het kamp van de overwinnaar werd die avond uitbundig gefeest. Toen Hannibal met zijn generaals praatte over het vervolg van de oorlog, pleitte Maharbal ervoor, om Rome onmiddellijk aan te vallen. Hannibal liet blijken dat hij het daar niet mee eens was, waarop Maharbal zou hebben gezegd:

Vincere scis, Hannibal; victoria uti nescis.
Te overwinnen weet je (wel), Hannibal; de overwinning te gebruiken weet je (echter) niet.

Gelet op het hoge aantal gewonden en doden in het Carthaagse leger, maakte Hannibal toch de beste keuze. Met uitzondering van Capua en Tarente kozen weinig belangrijke steden de kant van Hannibal; de meeste bleven Rome trouw. Sardinië kwam wel in opstand tegen Rome. De Romeinen gingen weer over tot de langzame uitputtingsstrategie van Fabius Maximus, die uiteindelijk succes zou opleveren.
Lucius Aemilius Paulus overleefde de blunder van zijn medeconsul niet, Gaius Terentius Varro had daartegen de slag wel overleefd. Hij moet zeer machtige politieke beschermers hebben gehad: hij werd nooit gestraft voor de ramp bij Cannae, bleef actief in de politiek, werd proconsul en propraetor en kreeg zelfs weer een leger onder zijn bevel om Etrurië te verdedigen. Hij eindigde zijn politieke carrière als ambassadeur.